# 田湾核电站
田湾核电站是中国和俄罗斯技术合作项目，地点在江苏省连云港市连云区田湾。厂区按4台百万千瓦级核电机组规划，并留有再建4台的余地。一期工程是两台装机容量106万千瓦的机组。二期工程是两台装机容量106万千瓦的机组在建。中俄两国在加深政治互信、发展经济贸易、加强国际战略协作方针推动下，在核能领域进行的高科技合作，是中俄核能合作的标志性工程。田湾核电站与俄方的合同语言为英文。
江苏核电有限公司作为项目业主，负责田湾核电站的建设管理和建成后的商业运营。公司股东和股比的构成是：中国核工业集团公司50%、中电投核电有限公司30%、江苏省国信资产管理集团有限公司20%。

## 技术特性
田湾核电站位于江苏省连云港市连云区田湾，厂址规划建设八台百万千瓦级压水堆核电机组。一期工程1、2号机组和二期工程3、4号机组均采用俄罗斯AES-91型核电机组。其核蒸汽供应系统为VVER-1000/428(简称V-428)型压水堆, 汽轮机组为K-1000-60/3000型全速汽轮机，蒸汽发生器（SG-1000M型），GSN-1391型主循环泵。V-428型反应堆是根据前苏联设计制造的WWER-1000/320 (简称V-320) 系列核电机组的设计、建造和运行经验, 吸取西方压水堆改进技术而完成的改良型设计。其设计的基本原则是: 最大限度地保留经过参考电站验证的良好特性,应用验证过的成熟的改进技术, 不采用需要开发的新工艺。采用了一系列重要先进设计和安全措施，包括安全系统4通道、堆芯熔融物捕集器、全数字化仪控系统、反应堆厂房双层安全壳、其穹顶设计采用“半球型”（高22米，重370吨）而不是常见的“锅盖型”、非能动氢气复合器等，满足国际上第三代核电站的要求。每个能动安全系统由4个完全独立和实体隔离的通道（系列）组成。双层安全壳内层采用钢缆预应力张拉系统的钢筋混凝土墙体，厚1.2 米，内壁衬有 6毫米厚的钢覆面；外层采用普通钢筋混凝土墙体，厚0.6 米；内外壳之间为1.8 米的带有碘和气溶胶过滤器通风系统的负压环形空间，能有效减少了放射性气溶胶和碘向周围环境的释放，外壳能够抵御地震、龙卷风和小型飞机等外力的撞击，从而达到有效防护的目的。双层安全壳反应堆厂房外径51.2 米，内径44 米，总高度74.2米。 田湾核电站在国际上首次设置了堆芯熔融物捕集器，其主要功能是在严重事故下收集并冷却堆芯熔融物，以防止堆芯熔融物与反应堆厂房的混凝土底板发生反应并导致底板熔穿，从而有效地防止了严重事故下放射性物质的泄漏，以缓解超设计基准事故的严重后果，该系统的设计得到国际原子能机构专家组的高度评价。

## 反应堆数据
田湾核电站有六个运营中的机组，另外一个机组正在建设中，另有一个已经计划的未来反应堆：
| 机组 | 型号                    | 净功率  | 毛功率  | 热功率  | 始建       | 初次临界   | 并网       | 商转       | 注记  |
| ---- | ----------------------- | ------- | ------- | ------- | ---------- | ---------- | ---------- | ---------- | ----- |
| 1号  | VVER-1000/428 (AES-91)  | 990 MW  | 1060 MW | 3000 MW | 1999-10-20 | 2005-12-20 | 2006-5-12  | 2007-5-17  | [ 2 ] |
| 2号  | VVER-1000/428 (AES-91)  | 990 MW  | 1060 MW | 3000 MW | 2000-10-20 | 2007-5-1   | 2007-5-14  | 2007-8-16  | [ 3 ] |
| 3号  | VVER-1000/428M (AES-91) | 1045 MW | 1126 MW | 3000 MW | 2012-12-27 | 2017-9-29  | 2017-12-30 | 2018-2-14  | [ 4 ] |
| 4号  | VVER-1000/428M (AES-91) | 1045 MW | 1126 MW | 3000 MW | 2013-9-27  | 2018-9-30  | 2018-10-27 | 2018-12-22 | [ 5 ] |
| 5号  | M310+                   | 1000 MW | 1118MW  | 2905MW  | 2015-12-27 | 2020-07-27 | 2020-08-08 | 2020-09-08 | [ 6 ] |
| 6号  | M310+                   | 1000 MW | 1118MW  | 2905MW  | 2016-9-7   | 2021-05-04 | 2021-05-13 | 2021-06-02 | [ 7 ] |
| 7号  | VVER-1200               | 1150 MW | 1200 MW | 3212MW  | 2021-05-19 |            |            | 2026       | [ 8 ] |
| 8号  | VVER-1200               | 1150 MW | 1200 MW | 3212MW  | 2022-02-25 |            |            | 2027       | [ 8 ] |

## 历史
1、2号机组采取俄方“交钥匙”模式建设。田湾核电站1号机组1999年10月20日浇筑第一罐混凝土。2005年10月18日开始首次装料，12月20日反应堆首次达到临界，2007年5月17日正式投入商业运行。田湾核电站2号机组于2000年9月20日浇筑第一罐混凝土，2007年5月1日反应堆首次达到临界，5月14日首次并网成功。投入商业运行以来，保持安全稳定高效运行，各项性能指标优良，大修工期不断优化，能力因子持续提高，发电量稳步提升，取得了良好的运行业绩、经济效益和社会效益，为江苏省乃至华东地区促进环境保护、改善电源结构、推动经济发展提供了安全稳定的电力保障。
2008年8月26日17时32分，田湾核电站1号机组主变压器因B相起火跳闸,触发反应堆保护动作停堆。整个事件中，除1号机组主变压器B相损坏外，其它系统设备正常。此次发生事故的变压器，由乌克兰扎布罗日变压器厂设计制造，可能原因是变压器匝组短路。整个事件过程中，核反应堆停堆功能、余热导出功能和放射性包容功能均正常，没有对核安全造成影响，也没有放射性释放。
3、4号机组是继中俄两国成功合作建设1、2号机组工程后，双方继续深化核能领域合作的又一重大项目，核岛部分设备分为俄方、国内设备厂家、第三国供货的模式；一回路主设备全部由俄方进行采购制造，采用俄罗斯VVER1000/428型压水堆技术。中国核电工程有限公司负责常规岛及BOP的设计和和全厂的工程总承包，半速汽轮发电机组，机组额定容量为1126MW。由江苏核电有限公司进行机组调试。核岛设备国产化率达到15%、常规岛与BOP设备国产化率达到98%，进一步提高了机组安全性、技术先进性，满足国际第三代核电站的安全要求。在中俄两国领导人的见证下，2010年12月27日，中俄双方先后签署框架合同、技术设计合同、总合同；2012年中俄两国政府签署《关于在中国合作建设田湾核电站3、4号机组的议定书》。2010年12月27日，国家发改委同意开展3、4号机组前期工作。2012年12月27日， 3号机组浇筑第一罐混凝土，田湾二期工程正式开工建设。田湾二期工程成为国务院决定重启核电后审议核准的第一个新建核电项目。两台机组建设工期62个月，计划分别于2018年2月和12月投入商业运行。2013年9月27日田湾核电扩建（二期）工程4号机组开工。田湾核电3号机组各重要里程节点全部按期完成。穹顶吊装、220/500KV倒送电、海工工程及构筑物进海水、主控室系统可用、锅炉房投用、压力容器进水、应急柴油机启动、应急指挥中心投用、实物保护系统及核安全信息监控可用、一、二回路压力试验、汽轮机扣缸、核蒸汽冲转、热试、机组核燃料装料等一系列里程碑节点均提前于一级计划实现。2017年8月18日22:59，田湾核电3号机组首次装料，完成第1组燃料组件装载。共9个吊篮，163组燃料组件。2017年12月30日18时29分，随着发电机出口断路器顺利合闸，田湾核电站3号机组开始并网发电。2018年2月15日0时0分，田湾核电站3号机组顺利完成100小时满功率连续运行考核，至此，3号机组完成调试大纲规定的所有试验项目，机组具备投入商业运行条件，标志着田湾核电站二期工程（3、4号机组）首台机组正式建成。
田湾核电站扩建工程5号机组于2015年12月27日上午正式开工建设，浇筑核岛底板第一罐混凝土。采用中核M310+改进堆型（ACPR-1000）。6号机组于2016年9月7日上午正式开工建设，浇筑核岛底板第一罐混凝土。
2018年6月8日，在中共中央总书记、中国国家主席习近平和俄罗斯联邦总统弗拉基米尔·普京的共同见证下，中核集团与俄罗斯国家原子能集团在人民大会堂签署《田湾核电站7/8号机组框架合同》，采取VVER-1200型第三代核电机组。2021年5月19日，中共中央总书记、中国国家主席习近平在北京通过视频连线，同俄罗斯总统普京共同见证两国核能合作项目田湾核电站和徐大堡核电站开工仪式。
2023年5月19日，田湾核电站7号机组穹顶球带成功吊装。

## 参阅
- 中华人民共和国核工业